# Philip Cooke
Philip Cooke (ur. 26 listopada 1960) – brytyjski lekkoatleta specjalizujący się w biegach sprinterskich.
W 1978 i 1979 r. dwukrotnie zdobył tytuł mistrza Wielkiej Brytanii juniorów w biegu na 200 metrów. Największy sukces na arenie międzynarodowej odniósł w 1979 r. w Bydgoszczy, zdobywając podczas mistrzostw Europy juniorów srebrny medal w biegu sztafetowym 4 x 100 metrów. Startował również w finale biegu na 200 metrów, zajmując IV miejsce. Był czterokrotnym mistrzem Północnej Anglii w latach 1979–1988.